# Il magnifico bruto
Il magnifico bruto (The Magnificent Brute) è un film del 1936 diretto da John G. Blystone.